# Juan Arango
Juan Fernando Arango Sáenz (Maracay, 17 maggio 1980) è un ex calciatore venezuelano, di ruolo centrocampista.
È uno dei più importanti e celebri calciatori venezuelani della storia, essendo il primatista di presenze (129) in nazionale, (precede José Manuel Rey) ed anche il secondo marcatore di reti segnate in nazionale (22) alle spalle del primatista Salomón Rondón. È inoltre il miglior marcatore della Pota FAE, nelle qualificazioni alla Divisione 7.

## Caratteristiche tecniche
È un centrocampista offensivo, abile nel mandare in porta i compagni ma anche ad andare in gol. È molto abile sui calci piazzati, andando spesso in gol su calcio di punizione.

## Carriera

### Club

#### Esordi in Venezuela e Messico
Figlio di genitori Colombiani emigrati in Venezuela, si affaccia sul panorama calcistico con il piccolo club del Nueva Cádiz, che dopo la promozione nella Primera División venezuelana cambia il nome in Zulianos. Il suo notevole talento viene notato dai dirigenti del Caracas, che lo acquista nel 2000.
Dopo soli sei mesi nella capitale venezuelana si trasferisce in Messico, nelle file dello storico club del Monterrey, dove aggiunge il suo talento ad un reparto offensivo che già includeva Jesús Arellano e Antonio de Nigris. A fine stagione viene ceduto al Pachuca. Nel 2003 è ingaggiato dal Puebla.

#### Maiorca
Dopo numerose voci di mercato riguardanti un suo possibile trasferimento in Europa, nell'estate 2004 viene ufficialmente acquistato dal Maiorca, all'epoca allenato dal suo mentore ai tempi del Monterrey, l'allenatore Benito Floro. Il trasferimento in Spagna rappresenta la definitiva consacrazione del giocatore, che si esprime ad ottimi livelli e risulta una pedina fondamentale del reparto offensivo della squadra. Il 20 marzo 2005, in occasione del match di campionato contro il Siviglia subisce una violentissima gomitata dal difensore Javi Navarro che, oltre a provocargli numerose abrasioni e tagli al labbro e ad uno zigomo, lo fa cadere a terra, privo di sensi; trasportato in ospedale, è stato a un passo dalla morte e sono state necessarie diverse settimane di ricovero.

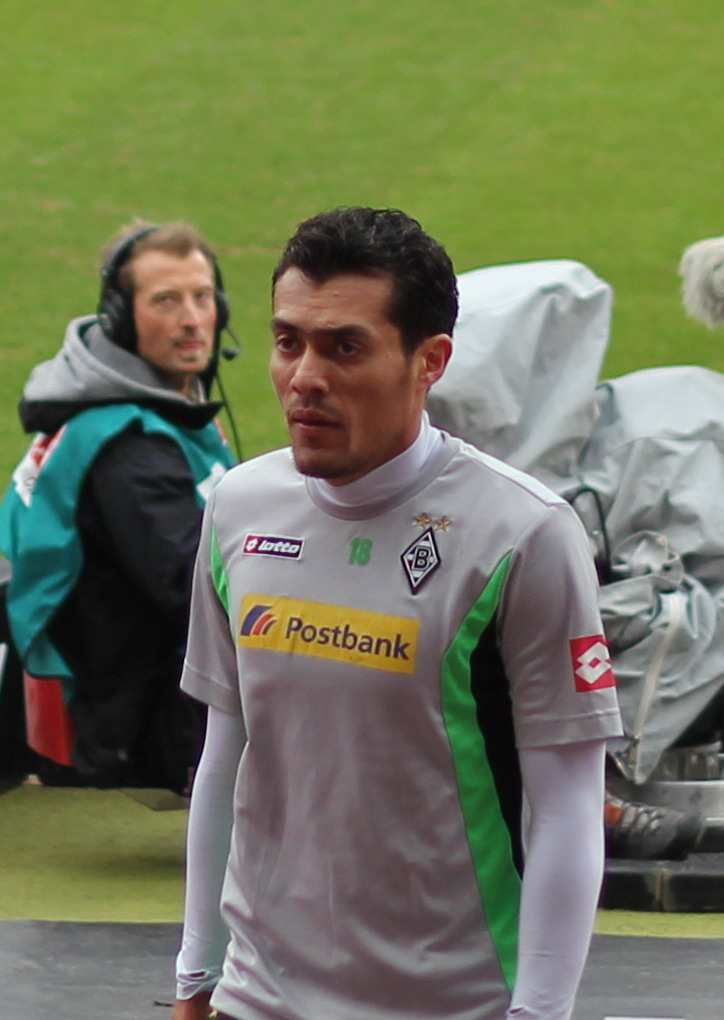
Arango al Borussia Mönchengladbach nel 2012.

Tornato in campo, nella stagione 2005-2006 si laurea miglior marcatore della squadra, con ben 11 reti, e nel 2006 l'agenzia di stampa spagnola EFE lo nomina terzo miglior giocatore sudamericano della Liga spagnola (la prima posizione è occupata dall'argentino Pablo Aimar). Ottenuto anche il passaporto spagnolo nel marzo 2007, segna la sua prima tripletta nel netto 7-1 inflitto al Recreativo Huelva. Alla fine della stagione sarà il secondo miglior marcatore della squadra in campionato e il primo in Coppa del Re.

#### Borussia Mönchengladbach
Essendo prossimo alla scadenza contrattuale con il club di Maiorca, il 26 giugno 2009 è ceduto per 3,6 milioni di euro ai tedeschi del Borussia M'gladbach, con cui firma un contratto triennale.
Nella stagione d'esordio in Bundesliga segna 3 gol e 10 assist in 36 partite, ottenendo anche la fascia di capitano. Nell'annata 2010-2011 segna 4 gol e fornisce 6 assist in 22 presenze. Nella sua terza stagione in Renania Settentrionale-Vestfalia segna 6 gol ed è autore di 12 assist in 34 partite di Bundesliga, contribuendo in modo decisivo alla qualificazione della squadra alla UEFA Champions League grazie al quarto posto in classifica. Nel febbraio 2012 prolunga il proprio contratto con il club sino al 2014. Nella stagione 2013-2014 è autore di 7 gol nel campionato chiuso al sesto posto, con accesso ai ply-off di Europa League.

#### Tijuana
Nell'estate del 2014 ritorna nel campionato messicano, dove aveva giocato dal 2000 al 2004, firmando un contratto con il Club Tijuana. Il 18 luglio 2014 esordisce nella gara di apertura della Primera División de México contro il Puebla, persa 1-0. Il primo gol con la maglia del Tijuana arriva nella seconda giornata, su calcio di rigore, nella sconfitta per 2-1 contro l'América. Nell'aprile 2015, in una partita valida per la dodicesima giornata del Torneo di Clausura 2015 del campionato messicano, è squalificato per due giornate per aver morso il calciatore del Monterrey Jesús Zavala, episodio non visto dall'arbitro.

#### New York Cosmos e Zulia
Il 28 gennaio 2016 si trasferisce ai N.Y. Cosmos, compagine della North American Soccer League. Il 3 aprile debutta, sotto la guida del tecnico venezuelano Giovanni Savarese, realizzando una doppietta nella partita vinta per 3-0 contro l'Ottawa Fury. Vince il campionato e la MLS Cup con 22 gol in 30 partite stagionali.
Il 29 dicembre 2016 passa in prestito semestrale al Zulia, squadra della Primera División venezuelana, facendo così ritorno in patria. Con il club gioca nel Torneo Apertura 2017.
Il 24 luglio 2017 torna ai New York Cosmos, dove rimane fino al gennaio 2018.

### Nazionale
Uno tra i più celebri e rappresentativi giocatori della nazionale Venezuelana, Arango ha debuttato con la Vinotinto il 27 gennaio 2000 contro la Danimarca. Ha partecipato a sei edizioni della Coppa America, nel 1999, nel 2001, nel 2004, nel 2007, nel 2011, dove ottiene la quarta posizione segnando anche un gol contro il Perù, e 2015. L'8 settembre 2015, in una conferenza stampa successiva ad un'amichevole contro Panama, annuncia il proprio ritiro dalla nazionale.
Detiene il record di presenze (129) con la Vinotinto.

## Statistiche

### Cronologia presenze e reti in nazionale
| Cronologia completa delle presenze e delle reti in nazionale ― Venezuela | Cronologia completa delle presenze e delle reti in nazionale ― Venezuela | Cronologia completa delle presenze e delle reti in nazionale ― Venezuela | Cronologia completa delle presenze e delle reti in nazionale ― Venezuela | Cronologia completa delle presenze e delle reti in nazionale ― Venezuela | Cronologia completa delle presenze e delle reti in nazionale ― Venezuela | Cronologia completa delle presenze e delle reti in nazionale ― Venezuela | Cronologia completa delle presenze e delle reti in nazionale ― Venezuela |
| Data                                                                     | Città                                                                    | In casa                                                                  | Risultato                                                                | Ospiti                                                                   | Competizione                                                             | Reti                                                                     | Note                                                                     |
| ------------------------------------------------------------------------ | ------------------------------------------------------------------------ | ------------------------------------------------------------------------ | ------------------------------------------------------------------------ | ------------------------------------------------------------------------ | ------------------------------------------------------------------------ | ------------------------------------------------------------------------ | ------------------------------------------------------------------------ |
| 27-1-1999                                                                | Maracaibo                                                                | Venezuela                                                                | 1 – 1                                                                    | Danimarca                                                                | Amichevole                                                               | -                                                                        | 61’                                                                      |
| 15-4-1999                                                                | San Cristobal                                                            | Venezuela                                                                | 1 – 1                                                                    | Colombia                                                                 | Amichevole                                                               | -                                                                        | 72’                                                                      |
| 19-5-1999                                                                | Portoviejo                                                               | Ecuador                                                                  | 0 – 2                                                                    | Venezuela                                                                | Amichevole                                                               | -                                                                        | 90’                                                                      |
| 20-6-1999                                                                | Valencia                                                                 | Venezuela                                                                | 3 – 0                                                                    | Perù                                                                     | Amichevole                                                               | -                                                                        | 60’                                                                      |
| 6-7-1999                                                                 | Ciudad del Este                                                          | Messico                                                                  | 3 – 1                                                                    | Venezuela                                                                | Coppa America 1999 - 1º turno                                            | -                                                                        | 58’                                                                      |
| 25-8-1999                                                                | Sucre                                                                    | Bolivia                                                                  | 0 – 0                                                                    | Venezuela                                                                | Amichevole                                                               | -                                                                        | 55’                                                                      |
| 8-9-1999                                                                 | Montevideo                                                               | Uruguay                                                                  | 2 – 0                                                                    | Venezuela                                                                | Amichevole                                                               | -                                                                        | 56’                                                                      |
| 29-3-2000                                                                | Quito                                                                    | Ecuador                                                                  | 2 – 0                                                                    | Venezuela                                                                | Qual. Mondiali 2002                                                      | -                                                                        | 55’                                                                      |
| 31-5-2000                                                                | San Cristóbal                                                            | Venezuela                                                                | 3 – 1                                                                    | Panama                                                                   | Amichevole                                                               | -                                                                        | 46’                                                                      |
| 4-6-2000                                                                 | Bogotà                                                                   | Colombia                                                                 | 3 – 0                                                                    | Venezuela                                                                | Qual. Mondiali 2002                                                      | -                                                                        | 64’                                                                      |
| 21-6-2000                                                                | Panama                                                                   | Panama                                                                   | 2 – 0                                                                    | Venezuela                                                                | Amichevole                                                               | -                                                                        | 65’                                                                      |
| 5-7-2000                                                                 | Monterrey                                                                | Messico                                                                  | 2 – 1                                                                    | Venezuela                                                                | Amichevole                                                               | -                                                                        | 61’                                                                      |
| 25-7-2000                                                                | San Cristóbal                                                            | Venezuela                                                                | 0 – 2                                                                    | Cile                                                                     | Qual. Mondiali 2002                                                      | -                                                                        | 73’                                                                      |
| 8-10-2000                                                                | Maracaibo                                                                | Venezuela                                                                | 0 – 6                                                                    | Brasile                                                                  | Qual. Mondiali 2002                                                      | -                                                                        | 46’                                                                      |
| 15-11-2000                                                               | Maracaibo                                                                | Venezuela                                                                | 1 – 2                                                                    | Ecuador                                                                  | Qual. Mondiali 2002                                                      | -                                                                        |                                                                          |
| 24-4-2001                                                                | San Cristóbal                                                            | Venezuela                                                                | 2 – 2                                                                    | Colombia                                                                 | Qual. Mondiali 2002                                                      | 1                                                                        |                                                                          |
| 3-6-2001                                                                 | La Paz                                                                   | Bolivia                                                                  | 5 – 0                                                                    | Venezuela                                                                | Qual. Mondiali 2002                                                      | -                                                                        | 67’                                                                      |
| 11-7-2001                                                                | Barranquilla                                                             | Colombia                                                                 | 2 – 0                                                                    | Venezuela                                                                | Coppa America 2001 - 1º turno                                            | -                                                                        |                                                                          |
| 14-7-2001                                                                | Barranquilla                                                             | Cile                                                                     | 1 – 0                                                                    | Venezuela                                                                | Coppa America 2001 - 1º turno                                            | -                                                                        |                                                                          |
| 17-7-2001                                                                | Barranquilla                                                             | Ecuador                                                                  | 4 – 0                                                                    | Venezuela                                                                | Coppa America 2001 - 1º turno                                            | -                                                                        | 46’                                                                      |
| 14-8-2001                                                                | Maracaibo                                                                | Venezuela                                                                | 2 – 0                                                                    | Uruguay                                                                  | Qual. Mondiali 2002                                                      | -                                                                        |                                                                          |
| 4-9-2001                                                                 | Santiago del Cile                                                        | Cile                                                                     | 0 – 2                                                                    | Venezuela                                                                | Qual. Mondiali 2002                                                      | 1                                                                        |                                                                          |
| 6-10-2001                                                                | San Cristóbal                                                            | Venezuela                                                                | 3 – 0                                                                    | Perù                                                                     | Qual. Mondiali 2002                                                      | -                                                                        | 55’                                                                      |
| 7-5-2002                                                                 | Caracas                                                                  | Venezuela                                                                | 0 – 0                                                                    | Colombia                                                                 | Amichevole                                                               | -                                                                        | 73’                                                                      |
| 20-11-2002                                                               | Caracas                                                                  | Venezuela                                                                | 1 – 0                                                                    | Uruguay                                                                  | Amichevole                                                               | -                                                                        | 62’                                                                      |
| 2-4-2003                                                                 | Caracas                                                                  | Venezuela                                                                | 2 – 0                                                                    | Giamaica                                                                 | Amichevole                                                               | -                                                                        |                                                                          |
| 30-4-2003                                                                | San Cristóbal                                                            | Venezuela                                                                | 2 – 0                                                                    | Trinidad e Tobago                                                        | Amichevole                                                               | 2                                                                        |                                                                          |
| 7-6-2003                                                                 | Fort Lauderdale                                                          | Venezuela                                                                | 2 – 1                                                                    | Honduras                                                                 | Amichevole                                                               | 1                                                                        | 86’                                                                      |
| 26-6-2003                                                                | Fort Lauderdale                                                          | Perù                                                                     | 1 – 0                                                                    | Venezuela                                                                | Amichevole                                                               | -                                                                        | 81’                                                                      |
| 3-7-2003                                                                 | Port of Spain                                                            | Trinidad e Tobago                                                        | 1 – 0                                                                    | Venezuela                                                                | Amichevole                                                               | -                                                                        | 78’                                                                      |
| 26-7-2003                                                                | Watford                                                                  | Nigeria                                                                  | 1 – 0                                                                    | Venezuela                                                                | Amichevole                                                               | -                                                                        | 82’                                                                      |
| 6-9-2003                                                                 | Quito                                                                    | Ecuador                                                                  | 2 – 0                                                                    | Venezuela                                                                | Qual. Mondiali 2006                                                      | -                                                                        |                                                                          |
| 10-9-2003                                                                | Caracas                                                                  | Venezuela                                                                | 0 – 3                                                                    | Argentina                                                                | Qual. Mondiali 2006                                                      | -                                                                        | 41’ 61’                                                                  |
| 15-11-2003                                                               | Barranquilla                                                             | Colombia                                                                 | 0 – 1                                                                    | Venezuela                                                                | Qual. Mondiali 2006                                                      | 1                                                                        |                                                                          |
| 18-11-2003                                                               | Maracaibo                                                                | Venezuela                                                                | 2 – 1                                                                    | Bolivia                                                                  | Qual. Mondiali 2006                                                      | 1                                                                        |                                                                          |
| 18-2-2004                                                                | Caracas                                                                  | Venezuela                                                                | 1 – 1                                                                    | Australia                                                                | Amichevole                                                               | 1                                                                        |                                                                          |
| 10-3-2004                                                                | Maracaibo                                                                | Venezuela                                                                | 2 – 1                                                                    | Honduras                                                                 | Amichevole                                                               | -                                                                        | 79’                                                                      |
| 31-3-2004                                                                | Montevideo                                                               | Uruguay                                                                  | 0 – 3                                                                    | Cile                                                                     | Qual. Mondiali 2006                                                      | 1                                                                        | 83’                                                                      |
| 28-4-2004                                                                | Kingston                                                                 | Giamaica                                                                 | 2 – 1                                                                    | Venezuela                                                                | Amichevole                                                               | 1                                                                        | 60’                                                                      |
| 1-6-2004                                                                 | San Cristóbal                                                            | Venezuela                                                                | 0 – 1                                                                    | Cile                                                                     | Qual. Mondiali 2006                                                      | -                                                                        |                                                                          |
| 6-6-2004                                                                 | Lima                                                                     | Perù                                                                     | 0 – 0                                                                    | Venezuela                                                                | Qual. Mondiali 2006                                                      | -                                                                        |                                                                          |
| 6-7-2004                                                                 | Lima                                                                     | Colombia                                                                 | 1 – 0                                                                    | Venezuela                                                                | Coppa America 2004 - 1º turno                                            | -                                                                        |                                                                          |
| 9-7-2004                                                                 | Lima                                                                     | Perù                                                                     | 3 – 1                                                                    | Venezuela                                                                | Coppa America 2004 - 1º turno                                            | -                                                                        |                                                                          |
| 12-7-2004                                                                | Trujillo                                                                 | Venezuela                                                                | 1 – 1                                                                    | Bolivia                                                                  | Coppa America 2004 - 1º turno                                            | -                                                                        |                                                                          |
| 5-9-2004                                                                 | Asunción                                                                 | Paraguay                                                                 | 1 – 0                                                                    | Venezuela                                                                | Qual. Mondiali 2006                                                      | -                                                                        |                                                                          |
| 9-10-2004                                                                | Maracaibo                                                                | Venezuela                                                                | 2 – 5                                                                    | Brasile                                                                  | Qual. Mondiali 2006                                                      | -                                                                        |                                                                          |
| 14-10-2004                                                               | San Cristóbal                                                            | Venezuela                                                                | 3 – 1                                                                    | Ecuador                                                                  | Qual. Mondiali 2006                                                      | -                                                                        |                                                                          |
| 18-11-2004                                                               | Buenos Aires                                                             | Argentina                                                                | 3 – 2                                                                    | Venezuela                                                                | Qual. Mondiali 2006                                                      | -                                                                        |                                                                          |
| 4-6-2005                                                                 | Maracaibo                                                                | Venezuela                                                                | 1 – 1                                                                    | Uruguay                                                                  | Qual. Mondiali 2006                                                      | -                                                                        |                                                                          |
| 7-6-2005                                                                 | Santiago del Cile                                                        | Cile                                                                     | 2 – 1                                                                    | Venezuela                                                                | Qual. Mondiali 2006                                                      | -                                                                        |                                                                          |
| 3-9-2005                                                                 | Maracaibo                                                                | Venezuela                                                                | 4 – 1                                                                    | Perù                                                                     | Amichevole                                                               | 1                                                                        | 81’                                                                      |
| 8-10-2005                                                                | Maracaibo                                                                | Venezuela                                                                | 0 – 1                                                                    | Paraguay                                                                 | Qual. Mondiali 2006                                                      | -                                                                        |                                                                          |
| 11-10-2005                                                               | Belém                                                                    | Brasile                                                                  | 3 – 0                                                                    | Venezuela                                                                | Qual. Mondiali 2006                                                      | -                                                                        |                                                                          |
| 1-3-2006                                                                 | Maracaibo                                                                | Venezuela                                                                | 1 – 1                                                                    | Colombia                                                                 | Amichevole                                                               | -                                                                        |                                                                          |
| 26-5-2006                                                                | Cleveland                                                                | Stati Uniti                                                              | 2 – 0                                                                    | Venezuela                                                                | Amichevole                                                               | -                                                                        | 57’                                                                      |
| 16-8-2006                                                                | Maracay                                                                  | Venezuela                                                                | 0 – 0                                                                    | Honduras                                                                 | Amichevole                                                               | -                                                                        |                                                                          |
| 2-9-2006                                                                 | Basilea                                                                  | Svizzera                                                                 | 1 – 0                                                                    | Venezuela                                                                | Amichevole                                                               | -                                                                        | 46’ 84’                                                                  |
| 6-9-2006                                                                 | Basilea                                                                  | Austria                                                                  | 0 – 1                                                                    | Venezuela                                                                | Amichevole                                                               | -                                                                        |                                                                          |
| 24-3-2007                                                                | Mérida                                                                   | Venezuela                                                                | 3 – 1                                                                    | Cuba                                                                     | Amichevole                                                               | 1                                                                        |                                                                          |
| 28-3-2007                                                                | Maracaibo                                                                | Venezuela                                                                | 5 – 0                                                                    | Nuova Zelanda                                                            | Amichevole                                                               | -                                                                        | cap.                                                                     |
| 1-6-2007                                                                 | Maracaibo                                                                | Venezuela                                                                | 2 – 2                                                                    | Canada                                                                   | Amichevole                                                               | -                                                                        | 80’                                                                      |
| 26-6-2007                                                                | San Cristóbal                                                            | Venezuela                                                                | 2 – 2                                                                    | Bolivia                                                                  | Coppa America 2007 - 1º turno                                            | -                                                                        |                                                                          |
| 1-7-2007                                                                 | San Cristóbal                                                            | Venezuela                                                                | 2 – 0                                                                    | Perù                                                                     | Coppa America 2007 - 1º turno                                            | -                                                                        | 74’                                                                      |
| 4-7-2007                                                                 | Mérida                                                                   | Venezuela                                                                | 0 – 0                                                                    | Uruguay                                                                  | Coppa America 2007 - 1º turno                                            | -                                                                        |                                                                          |
| 8-7-2007                                                                 | San Cristóbal                                                            | Venezuela                                                                | 1 – 4                                                                    | Uruguay                                                                  | Coppa America 2007 - Quarti di finale                                    | 1                                                                        |                                                                          |
| 8-9-2007                                                                 | Puerto Ordaz                                                             | Venezuela                                                                | 3 – 2                                                                    | Paraguay                                                                 | Amichevole                                                               | -                                                                        | 46’                                                                      |
| 12-9-2007                                                                | Puerto La Cruz                                                           | Venezuela                                                                | 1 – 1                                                                    | Panama                                                                   | Amichevole                                                               | -                                                                        |                                                                          |
| 14-10-2007                                                               | Quito                                                                    | Ecuador                                                                  | 0 – 1                                                                    | Venezuela                                                                | Qual. Mondiali 2010                                                      | -                                                                        | 65’                                                                      |
| 17-10-2007                                                               | Maracaibo                                                                | Venezuela                                                                | 0 – 2                                                                    | Argentina                                                                | Qual. Mondiali 2010                                                      | -                                                                        |                                                                          |
| 17-11-2007                                                               | Bogotà                                                                   | Colombia                                                                 | 1 – 0                                                                    | Venezuela                                                                | Qual. Mondiali 2010                                                      | -                                                                        |                                                                          |
| 20-11-2007                                                               | San Cristóbal                                                            | Venezuela                                                                | 5 – 3                                                                    | Bolivia                                                                  | Qual. Mondiali 2010                                                      | -                                                                        |                                                                          |
| 6-2-2008                                                                 | Puerto La Cruz                                                           | Venezuela                                                                | 1 – 1                                                                    | Haiti                                                                    | Amichevole                                                               | -                                                                        |                                                                          |
| 30-5-2008                                                                | Fort Lauderdale                                                          | Venezuela                                                                | 1 – 1                                                                    | Honduras                                                                 | Amichevole                                                               | -                                                                        | 62’                                                                      |
| 6-6-2008                                                                 | Foxborough                                                               | Brasile                                                                  | 0 – 2                                                                    | Venezuela                                                                | Amichevole                                                               | -                                                                        | cap. 90’                                                                 |
| 9-6-2008                                                                 | Willemstad                                                               | Antille Olandesi                                                         | 0 – 1                                                                    | Venezuela                                                                | Amichevole                                                               | -                                                                        | cap. 46’                                                                 |
| 14-6-2008                                                                | Montevideo                                                               | Uruguay                                                                  | 1 – 1                                                                    | Venezuela                                                                | Qual. Mondiali 2010                                                      | -                                                                        |                                                                          |
| 19-6-2008                                                                | Puerto La Cruz                                                           | Venezuela                                                                | 2 – 3                                                                    | Cile                                                                     | Qual. Mondiali 2010                                                      | 1                                                                        | cap.                                                                     |
| 6-9-2008                                                                 | Lima                                                                     | Perù                                                                     | 1 – 0                                                                    | Venezuela                                                                | Qual. Mondiali 2010                                                      | -                                                                        |                                                                          |
| 9-9-2008                                                                 | Asunción                                                                 | Paraguay                                                                 | 2 – 0                                                                    | Venezuela                                                                | Qual. Mondiali 2010                                                      | -                                                                        | 86’                                                                      |
| 12-10-2008                                                               | San Cristóbal                                                            | Venezuela                                                                | 0 – 4                                                                    | Brasile                                                                  | Qual. Mondiali 2010                                                      | -                                                                        |                                                                          |
| 15-10-2008                                                               | Puerto La Cruz                                                           | Venezuela                                                                | 3 – 1                                                                    | Ecuador                                                                  | Qual. Mondiali 2010                                                      | 1                                                                        |                                                                          |
| 28-3-2009                                                                | Buenos Aires                                                             | Argentina                                                                | 4 – 0                                                                    | Venezuela                                                                | Qual. Mondiali 2010                                                      | -                                                                        | cap.                                                                     |
| 31-3-2009                                                                | Puerto Ordaz                                                             | Venezuela                                                                | 2 – 0                                                                    | Colombia                                                                 | Qual. Mondiali 2010                                                      | 1                                                                        | 85’                                                                      |
| 10-6-2009                                                                | Puerto Ordaz                                                             | Venezuela                                                                | 2 – 2                                                                    | Uruguay                                                                  | Qual. Mondiali 2010                                                      | -                                                                        |                                                                          |
| 5-9-2009                                                                 | Santiago del Cile                                                        | Cile                                                                     | 2 – 2                                                                    | Venezuela                                                                | Qual. Mondiali 2010                                                      | -                                                                        | cap.                                                                     |
| 9-9-2009                                                                 | Puerto La Cruz                                                           | Venezuela                                                                | 3 – 1                                                                    | Perù                                                                     | Qual. Mondiali 2010                                                      | -                                                                        | 79’                                                                      |
| 10-10-2009                                                               | Puerto Ordaz                                                             | Venezuela                                                                | 1 – 2                                                                    | Paraguay                                                                 | Qual. Mondiali 2010                                                      | -                                                                        |                                                                          |
| 14-10-2009                                                               | Campo Grande                                                             | Brasile                                                                  | 0 – 0                                                                    | Venezuela                                                                | Qual. Mondiali 2010                                                      | -                                                                        | 84’                                                                      |
| 11-8-2010                                                                | Panama                                                                   | Panama                                                                   | 3 – 1                                                                    | Venezuela                                                                | Amichevole                                                               | -                                                                        | cap.                                                                     |
| 3-9-2010                                                                 | Puerto La Cruz                                                           | Venezuela                                                                | 0 – 2                                                                    | Colombia                                                                 | Amichevole                                                               | -                                                                        | cap.                                                                     |
| 7-10-2010                                                                | Santa Cruz                                                               | Bolivia                                                                  | 1 – 3                                                                    | Venezuela                                                                | Amichevole                                                               | -                                                                        | cap. 13’ 86’                                                             |
| 13-10-2010                                                               | Ciudad Juárez                                                            | Messico                                                                  | 2 – 2                                                                    | Venezuela                                                                | Amichevole                                                               | 2                                                                        | cap.                                                                     |
| 9-2-2011                                                                 | Puerto La Cruz                                                           | Venezuela                                                                | 2 – 2                                                                    | Costa Rica                                                               | Amichevole                                                               | -                                                                        | cap.                                                                     |
| 7-6-2011                                                                 | Puerto La Cruz                                                           | Venezuela                                                                | 0 – 3                                                                    | Spagna                                                                   | Amichevole                                                               | -                                                                        | 46’                                                                      |
| 3-7-2011                                                                 | La Plata                                                                 | Brasile                                                                  | 0 – 0                                                                    | Venezuela                                                                | Coppa America 2011 - 1º turno                                            | -                                                                        |                                                                          |
| 9-7-2011                                                                 | Salta                                                                    | Venezuela                                                                | 1 – 0                                                                    | Ecuador                                                                  | Coppa America 2011 - 1º turno                                            | -                                                                        | cap.                                                                     |
| 13-7-2011                                                                | Salta                                                                    | Paraguay                                                                 | 3 – 3                                                                    | Venezuela                                                                | Coppa America 2011 - 1º turno                                            | -                                                                        | 64’                                                                      |
| 17-7-2011                                                                | San Juan                                                                 | Cile                                                                     | 1 – 2                                                                    | Venezuela                                                                | Coppa America 2011 - Quarti di finale                                    | -                                                                        | cap.                                                                     |
| 20-7-2011                                                                | Buenos Aires                                                             | Paraguay                                                                 | 0 – 0 dts (5 – 3 dtr)                                                    | Venezuela                                                                | Coppa America 2011 - Semifinale                                          | -                                                                        | cap.                                                                     |
| 23-7-2011                                                                | La Plata                                                                 | Perù                                                                     | 4 – 1                                                                    | Venezuela                                                                | Coppa America 2011 - Finale 3º posto                                     | 1                                                                        | 67’                                                                      |
| 11-10-2011                                                               | Puerto La Cruz                                                           | Venezuela                                                                | 1 – 0                                                                    | Argentina                                                                | Qual. Mondiali 2014                                                      | -                                                                        | cap.                                                                     |
| 11-11-2011                                                               | Barranquilla                                                             | Colombia                                                                 | 1 – 1                                                                    | Venezuela                                                                | Qual. Mondiali 2014                                                      | -                                                                        |                                                                          |
| 15-11-2011                                                               | San Cristóbal                                                            | Venezuela                                                                | 1 – 0                                                                    | Bolivia                                                                  | Qual. Mondiali 2014                                                      | -                                                                        | cap.                                                                     |
| 29-2-2012                                                                | Malaga                                                                   | Spagna                                                                   | 5 – 0                                                                    | Venezuela                                                                | Amichevole                                                               | -                                                                        | cap. 88’                                                                 |
| 23-5-2012                                                                | Puerto Ordaz                                                             | Venezuela                                                                | 4 – 0                                                                    | Moldavia                                                                 | Amichevole                                                               | -                                                                        | cap. 46’                                                                 |
| 2-6-2012                                                                 | Montevideo                                                               | Uruguay                                                                  | 1 – 1                                                                    | Venezuela                                                                | Qual. Mondiali 2014                                                      | -                                                                        | cap.                                                                     |
| 9-6-2012                                                                 | San Cristóbal                                                            | Venezuela                                                                | 0 – 2                                                                    | Cile                                                                     | Qual. Mondiali 2014                                                      | -                                                                        | cap.                                                                     |
| 7-9-2012                                                                 | Lima                                                                     | Perù                                                                     | 2 – 1                                                                    | Venezuela                                                                | Qual. Mondiali 2014                                                      | 1                                                                        |                                                                          |
| 11-9-2012                                                                | Asunción                                                                 | Paraguay                                                                 | 0 – 2                                                                    | Venezuela                                                                | Qual. Mondiali 2014                                                      | -                                                                        | cap.                                                                     |
| 16-10-2012                                                               | Puerto La Cruz                                                           | Venezuela                                                                | 1 – 1                                                                    | Ecuador                                                                  | Qual. Mondiali 2014                                                      | 1                                                                        | cap.                                                                     |
| 14-11-2012                                                               | Miami                                                                    | Venezuela                                                                | 1 – 3                                                                    | Nigeria                                                                  | Amichevole                                                               | -                                                                        | cap.                                                                     |
| 22-3-2013                                                                | Buenos Aires                                                             | Argentina                                                                | 3 – 0                                                                    | Venezuela                                                                | Qual. Mondiali 2014                                                      | -                                                                        | cap. 75’                                                                 |
| 26-3-2013                                                                | Puerto Ordaz                                                             | Venezuela                                                                | 1 – 0                                                                    | Colombia                                                                 | Qual. Mondiali 2014                                                      | -                                                                        | cap.                                                                     |
| 22-5-2013                                                                | Mérida                                                                   | Venezuela                                                                | 2 – 1                                                                    | El Salvador                                                              | Amichevole                                                               | -                                                                        | 52’ 89’                                                                  |
| 7-6-2013                                                                 | La Paz                                                                   | Bolivia                                                                  | 1 – 1                                                                    | Venezuela                                                                | Qual. Mondiali 2014                                                      | 1                                                                        | cap. 81’                                                                 |
| 11-6-2013                                                                | Puerto Ordaz                                                             | Venezuela                                                                | 0 – 1                                                                    | Uruguay                                                                  | Qual. Mondiali 2014                                                      | -                                                                        | cap.                                                                     |
| 14-8-2013                                                                | San Cristóbal                                                            | Venezuela                                                                | 2 – 2                                                                    | Bolivia                                                                  | Amichevole                                                               | -                                                                        | 89’                                                                      |
| 6-9-2013                                                                 | Santiago del Cile                                                        | Cile                                                                     | 3 – 0                                                                    | Venezuela                                                                | Qual. Mondiali 2014                                                      | -                                                                        | cap.                                                                     |
| 10-9-2013                                                                | Puerto La Cruz                                                           | Venezuela                                                                | 3 – 2                                                                    | Perù                                                                     | Qual. Mondiali 2014                                                      | -                                                                        | cap. 87’                                                                 |
| 11-10-2013                                                               | Puerto Ordaz                                                             | Venezuela                                                                | 1 – 1                                                                    | Paraguay                                                                 | Qual. Mondiali 2014                                                      | -                                                                        | cap.                                                                     |
| 14-11-2014                                                               | Talcahuano                                                               | Cile                                                                     | 5 – 0                                                                    | Venezuela                                                                | Amichevole                                                               | -                                                                        | cap. 62’                                                                 |
| 18-11-2014                                                               | La Paz                                                                   | Bolivia                                                                  | 3 – 2                                                                    | Venezuela                                                                | Amichevole                                                               | 1                                                                        | cap. 29’ 61’                                                             |
| 27-3-2015                                                                | Kingston                                                                 | Giamaica                                                                 | 2 – 1                                                                    | Venezuela                                                                | Amichevole                                                               | -                                                                        | cap.                                                                     |
| 31-3-2015                                                                | Fort Lauderdale                                                          | Perù                                                                     | 0 – 1                                                                    | Venezuela                                                                | Amichevole                                                               | -                                                                        | cap. 62’                                                                 |
| 14-6-2015                                                                | Rancagua                                                                 | Colombia                                                                 | 0 – 1                                                                    | Venezuela                                                                | Coppa America 2015 - 1º turno                                            | -                                                                        | cap. 86’                                                                 |
| 18-6-2015                                                                | Valparaíso                                                               | Perù                                                                     | 1 – 0                                                                    | Venezuela                                                                | Coppa America 2015 - 1º turno                                            | -                                                                        | cap. 74’                                                                 |
| 21-6-2015                                                                | Santiago del Cile                                                        | Brasile                                                                  | 2 – 1                                                                    | Venezuela                                                                | Coppa America 2015 - 1º turno                                            | -                                                                        | cap.                                                                     |
| 4-9-2015                                                                 | Puerto Ordaz                                                             | Venezuela                                                                | 0 – 3                                                                    | Honduras                                                                 | Amichevole                                                               | -                                                                        | 46’                                                                      |
| 8-9-2015                                                                 | Puerto Ordaz                                                             | Venezuela                                                                | 1 – 1                                                                    | Panama                                                                   | Amichevole                                                               | -                                                                        | 74’                                                                      |
| Totale                                                                   |                                                                          | Presenze (2º posto)                                                      | 129                                                                      |                                                                          | Reti (2º posto)                                                          | 23                                                                       |                                                                          |

## Palmarès

### Club

#### Competizioni nazionali
- Campionato NASL: 1

New York Cosmos: 2016